# Онуфриевская поселковая община
Онуфриевская поселковая община (укр. Онуфріївська селищна громада) — территориальная община в Александрийском районе Кировоградской области Украины.
Административный центр — посёлок Онуфриевка.
Население составляет 17250 человек. Площадь — 889 км².
Община создана 12 июня 2020 года на территории упразднённого Онуфриевского района.

## Населённые пункты
В состав общины входит 2 посёлка и 26 сёл:
- Посёлок Онуфриевка
  - Лозоватка
- Павлышский старостинский округ:
  - Посёлок Павлыш
  - Браиловка
  - Шевченко
- Василевский старостинский округ:
  - Василевка
- Вишневецкий старостинский округ:
  - Вишневцы
- Дериевский старостинский округ:
  - Дериевка
- Зыбковский старостинский округ:
  - Зыбково
- Камбурлиевский старостинский округ:
  - Камбурлиевка
- Куцеволовский старостинский округ:
  - Куцеволовка
  - Ясиноватка
- Марьевский старостинский округ:
  - Марьевка
  - Фёдоровка
- Млынковский старостинский округ:
  - Млынок
  - Морозовка
  - Петровка
  - Пятониколаевка
- Поповский старостинский округ:
  - Калачовка
  - Константиновка
  - Любовка
  - Павловолуйск
  - Поповка
  - Солдатское
- Омельницкий старостинский округ:
  - Байдаково
  - Омельник
- Успенковский старостинский округ:
  - Дача
  - Успенка